# Max Bertone
Pour les articles homonymes, voir Bertone.
Max Bertone, né le 17 avril 2007 à Nice, est un grimpeur français résidant et s'entraînant sur l'île de La Réunion. Multiple champion (de France, d'Europe et du monde) en compétitions de jeunes, aussi bien en bloc qu'en difficulté, il est également un grimpeur exceptionnellement précoce sur le rocher. En 2025, à 18 ans, il devient champion de France senior de difficulté.
Il est le frère cadet de la grimpeuse olympique Oriane Bertone.

## Biographie

### Carrière sportive en compétition
Il remporte dès ses premières compétitions le Tournoi National Poussins-Benjamins en 2017, puis le Championnat de France Poussins Benjamins en 2018 et 2019.
Après une période compliquée durant la pandémie de COVID-19, il renoue avec la victoire aux championnats de France U16 de difficulté au Pouzin (2022). Il est sacré la même année champion du monde (U16) de difficulté à Dallas en topant les voies de demi-finale et de finale.
L'année suivante, en 2023, il remporte les coupes d'Europe de Niederwangen (SUI) et Saint-Pierre-en-Faucigny (74) et se qualifie pour les championnats d'Europe U18 à Helsinki, où il remporte le titre continental.
En 2024 il est sacré champion de France de bloc U18 et participe à sa première saison internationale chez les séniors en coupe du monde de difficulté. Il participe à toutes les demi-finales de la saison ainsi qu'à deux finales. Il termine 4ème à Briançon et 6ème à Koper lors de la dernière étape de la saison en Slovénie.
En 2025, il conserve son titre de champion de France de bloc jeunes à Sartilly ; en sénior, à Anse, il décroche aussi le bronze, à quelques essais du titre de champion de France de bloc, après avoir remporté la demi-finale avec 4 tops sur 4 blocs. Au début de la saison de difficulté, il participe aux étapes de coupe du monde de Wujiang (en Chine) et Bali (en Indonésie). Après une première étape compliquée, où il termine 18ème, il parvient à se hisser en finale et et à monter sur le premier podium de coupe du monde de sa jeune carrière à Bali, derrière Satone Yoshida et devant le champion olympique de Tokyo, Alberto Ginés López. Le week-end suivant, à peine rentré de Wujiang et Bali, Max Bertone participe aux championnats de France 2025 sénior de difficulté, à Gémozac, où il remporte son premier titre devant Jules Marchaland et Pierre Marzullo.

### Ascensions remarquables
Résident sur l'île de La Réunion depuis ses deux ans, il fait ses premières expériences sur le basalte de l'île.
Dès l'âge de 12 ans, il réussit à grimper un bloc 8A+, et à 14 ans il réalise Mystério (8B) et Saruman bas (8B) dans la forêt de Fontainebleau. L'année suivante lors d'un voyage à Rocklands, il réalise entre autres trois blocs 8B : Leopard cave extended, The Arch et le grand classique The Vice. A l'âge de 15 ans, il réalise Mécanique élémentaire à Fontainebleau, proposé à 8B+ ; il réalise ce bloc en un seul essai après calage des sections du passage et propose de le décoter à 8A+. La même année, en décembre, il réalise Gecko assis à Fontainebleau, qui devient ainsi son premier 8B+.
En falaise, il réalise très tôt des performances remarquables. A l'âge de 11 ans, il réalise Pari, son premier 8c sur la falaise réunionnaise du Ouaki (secteur Historique), dont il propose la cotation de 8b+. L'année d'après, en 2019, il réalise sur la même falaise deux autres 8c (M&M'S et XXX) et surtout son premier 8c+ Chykungunya. En 2020, il flashe ses deux premiers 8b à Saint-Léger-du-Ventoux (Abrège Nief et Le mur des cyclopes). En 2022 il réalise et décote La prophétie des grenouilles (9a), qu'il propose à 8c+. En 2023 il atteint le niveau supérieur, avec TCT à Gravere (Italie), sa première voie dans le neuvième degré, puis  Redoublement d'effort (9a également) à La Roche de Rame (près de L'Argentière-la-Bessée). En 2025, au cours de la coupure du mois d'août durant la saison de coupes du monde, il réalise "La moustache qui fâche" (son premier 9a+), sur la falaise d'Entraygues dans le briançonnais.